# Equació de Böttcher
L'equació de Böttcher és l'equació funcional
{\displaystyle F(h(z))=(F(z))^{n}}
on 
- h és una funció analítica donada amb un punt fix superatraient d'ordre n a a, (és a dir, {\displaystyle h(z)=a+c(z-a)^{n}+O((z-a)^{n+1})~,} en un veïnat d'a), amb n ≥ 2
- F és una funció buscada.

El logaritme d'aquesta equació funcional equival a l'equació de Schröder.

## Nom
L'equació porta el nom del matemàtic polonès Lucjan Böttcher (1872-1937).

## Solució
La solució de l'equació funcional és una funció en forma implícita.
Lucian Emil Böttcher va esbossar una prova en 1904 sobre l'existència d'una solució: una funció analítica F en un veïnat del punt fix a, tal que:
{\displaystyle F(a)=0}
Aquesta solució s'anomena a vegades:
- la coordenada de Böttcher
- la funció de Böttcher[2]
- el mapa de Boettcher.

La prova completa va ser publicada per Joseph Ritt en 1.920, qui desconeixia la formulació original.
La coordenada de Böttcher (el logaritme de la funció de Schröder) conjuga h (z) en un veïnat del punt fix a la funció zn. Un cas especialment important és quan h(z) és un polinomi de grau n, i a = ∞.

### Exemples
Per a la funció h i n=2
{\displaystyle h(x)={\frac {x^{2}}{1-2x^{2}}}}
la funció F de Böttcher és: 
{\displaystyle F(x)={\frac {x}{1+x^{2}}}}

## Aplicacions
L'equació de Böttcher té un paper fonamental en la part de la dinàmica holomorfa que estudia la iteració de polinomis d'una variable complexa.
Les propietats globals de la coordenada de Böttcher van ser estudiades per Fatou, Douady i Hubbard.